# Köckte
Köckte is een plaats en voormalige gemeente in de Duitse deelstaat Saksen-Anhalt en maakt als een van de 29 Ortschaften deel uit van de gemeente Gardelegen in de Landkreis Altmarkkreis Salzwedel.
Köckte telde begin 2022 350 inwoners. Het ligt in een ietwat drassig laagveengebied met de naam Drömling, in het uiterste noordwesten van de gemeente Gardelegen.
Algenstedt · Berge · Breitenfeld · Dannefeld · Estedt · Gardelegen Stadt · Hemstedt · Hottendorf · Jävenitz · Jeggau · Jerchel · Jeseritz · Kassieck · Kloster Neuendorf · Köckte · Letzlingen · Lindstedt · Mieste · Miesterhorst · Peckfitz · Potzehne · Roxförde · Sachau · Schenkenhorst · Seethen · Sichau · Solpke · Trüstedt · Wannefeld · Wiepke · Zichtau